# Eubaphe tripunctata
Eubaphe tripunctata är en fjärilsart som beskrevs av Druce 1885. Eubaphe tripunctata ingår i släktet Eubaphe och familjen mätare. Inga underarter finns listade i Catalogue of Life.